# فابریکاتور
فابریکاتور (انگلیسی: Phabricator) نام نرم‌افزاری متن باز بر پایه وب است که جهت بازبینی کد، باگ ترکر، ویکی کاربرد دارد. این نرم‌افزار توسط شرکت فسلیتی (به انگلیسی: Phacility, Inc) تولید شده و توسط شرکت‌های زیادی استفاده می‌شود. فابریکاتور قابلیت هماهنگی با گیت، آپاچی ساب‌ورژن را دارد و با مجوز آپاچی منتشر شده‌است. این نرم‌افزار در اصل برای استفاده فیس‌بوک طراحی شد توسعه‌دهنده اصلی فابریکاتور ایوان پریستلی است. وی فیس‌بوک را ترک کرد و فسلیتی را بنیاد نهاد تا به توسعه فابریکاتور بپردازد. از جمله شرکت‌هایی که از فابریکاتور استفاده می‌کنند:
- بلندر[۸]
- بلومبرگ ال. پی.
- دراپ‌باکس
- انلایتنمنت
- فیس‌بوک[۹]
- فری‌بی‌اس‌دی[۱۰]
- هسکل[۱۱]
- آکادمی خان[۱۲]
- ال‌ال‌وی‌ام[۱۳]
- پین‌ترست
- کورا[۱۴]
- اوبر
- بنیاد ویکی‌مدیا[۱۵][۱۶]